# Slavata von Chlum und Koschumberg

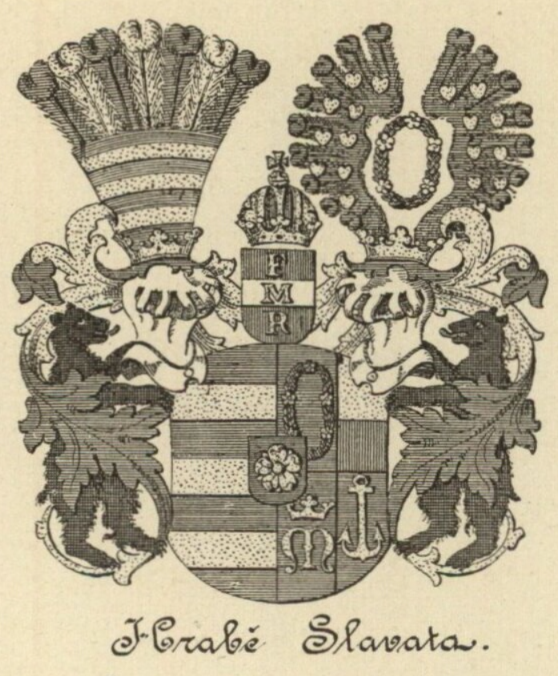
Wappen der Slavata von Chlum und Koschumberg

Die Slawata von Chlum und Koschumberg (tschechisch Slavatové z Chlumu a Košumberka) waren ein Herrengeschlecht aus der Sippe der Gaugrafen von Leitmeritz, das mit comes Bleh, 1069–1108, zuerst erscheint. Dessen Urenkel Zdislaw von Trzebussin (Třebušín im Leitmeritzer Kreis in Böhmen), war 1197 Vater des Bun Zislawicz von Hostolwicz, der nach 1244 verstarb. Von dessen Sohn Jeniss von Chlum stammen die späteren Herren von Chlum im Czaslauer Kreis ab, bei welchen der Vorname Slawata im Laufe des 15. Jahrhunderts zu einem Familiennamen wurde. Nach der ältesten böhmischen Herrenstandsordnung vom Jahr 1501 nahmen die Freiherrn Slawata von Chlum den 24. Rang ein.

## Übersicht

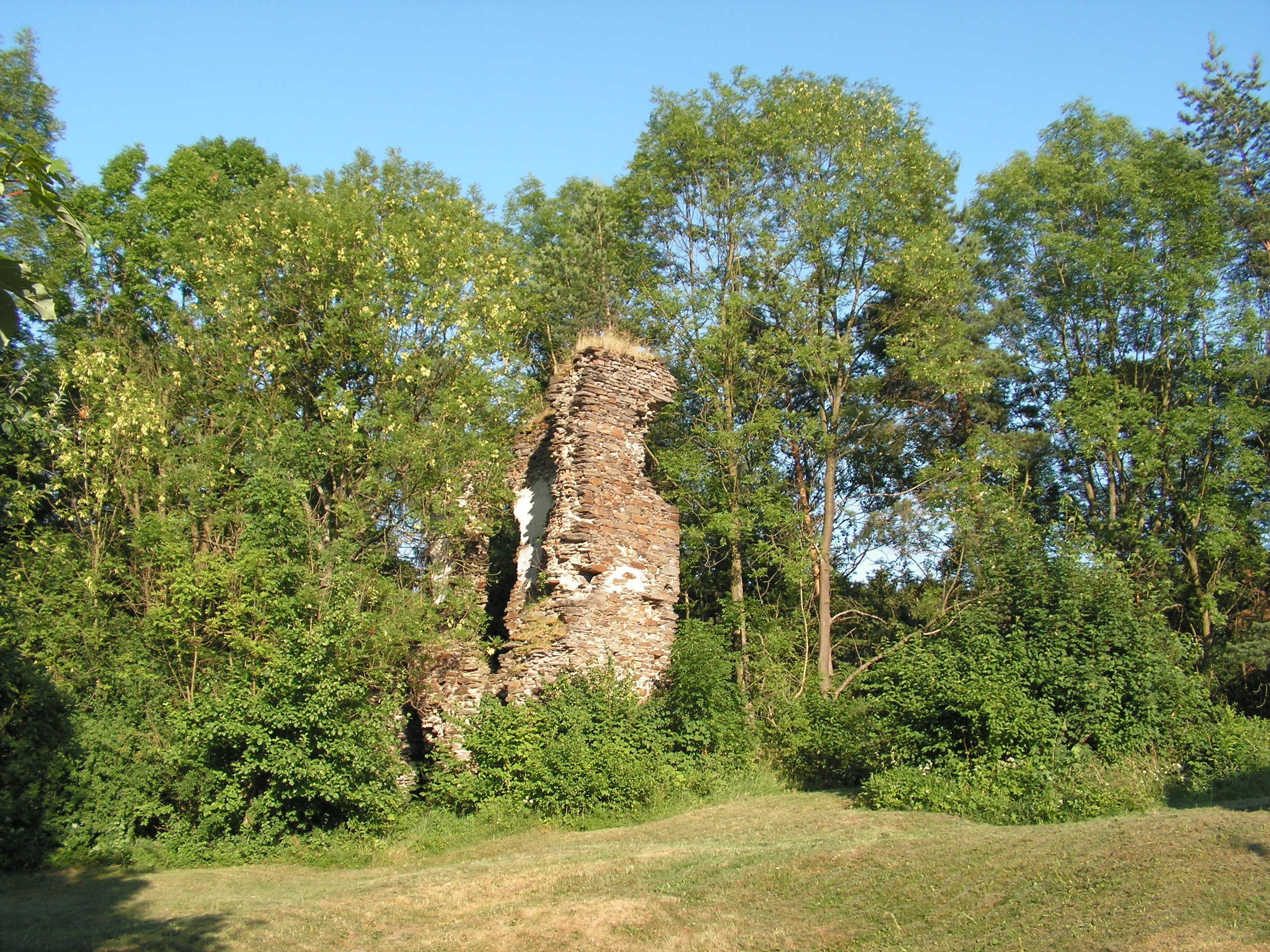
Burgruine Chlum

Erhebung in den Reichsgrafenstand im Jahr 1621 für Wilhelm Slavata und eine Wappenvereinigung mit dem erloschenen Adelsgeschlecht von Neuhaus auf Grund eines Familienvertrags, bestätigt durch Majestätsbrief vom 9. November 1616 und 1628 Erhöhung der Rangstellung (ad personam) gleich nach den Fürsten, vor allen Grafen und Herren. Böhmische Wappenbesserung mit dem österreichischen Bindenschild und Verleihung der von den erloschenen gräflichen Häusern Neuhaus und Rosenberg genossenen Proeminenzien und Vorzüge mit der Bewilligung sich „Regierer des Hauses Neuhaus“ zu nennen. (Wien 18. Februar 1629) ebenfalls für Wilhelm Slavata, seit 1636 Oberst-Erblandmundschenk im Königreich Böhmen (primog.). Die Slawata erloschen im Namensträgerstamm mit Karl Johann Slawata, welcher 1691 auf die Nachfolge als 6. „Regierer des Hauses Neuhaus“ verzichtete, als „Pater Felix a Santa Theresia“ in den Barfüsserorden der Karmeliten eintrat und als General des Karmeliten-Orden am 21. Juli 1712 in Rom starb.

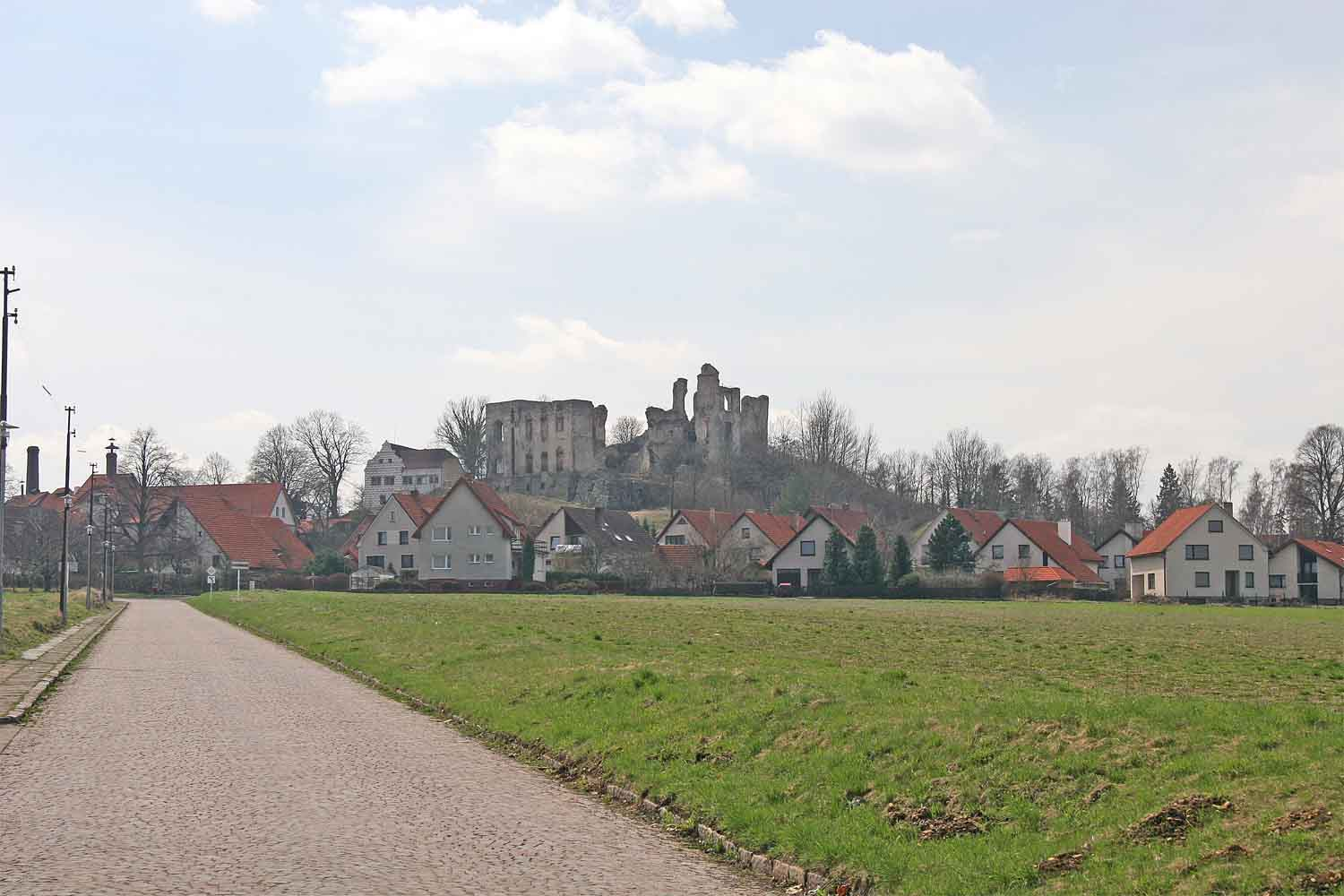
Burgruine und Renaissanceschloss Košumberk

Der Prädikatsname Chlum und Koschumberg leitete sich von einer Ansässigkeit seit Mitte des 15. Jahrhunderts auf der Burg Chlum (in Chlum u Zbýšova, Ortsteil von Zbýšov v Čechách, Okres Kutná Hora) und der Burg Košumberk im Tschaslauer Kreis ab. Im Laufe von zwei Jahrhunderten erwarben die Slawata mit mehr oder weniger langer Ansässigkeitsdauer unter anderen: Lusche (Luze) in Ostböhmen; Hradischt (Schloss Jindřichův Hradec, deutsch: Neuhaus, 1604–1693); Chropin in Mähren; Domanicz; Raubowicz; Chrast; Jenikov (Genikau); Zirownicz; Roth-Lotha; Piatz und Teltsch in Mähren; Obrzistwj; Podbořany, Damírov bei Kuttenberg (Kutna Hora); Chraustowicz; das Kloster Sázava und Pakomierzicz.

## Stammfolge
- Slawata, Freiherr von Chlum, gestorben nach 1430;
- Dionys (Diwiss, Diviš) auf Koschumberg bei Hohenmaut, gestorben nach 1452;
- Johann der Ältere, Erbe seines Vetters Michael genannt Slawata von Chlum auf Burg Hradischt, Kreishauptmann des Kaurzimer Kreises, gestorben vor 1498 und verehelicht mit Margarethe Rzepa von Neweklow;
- Johann der Jüngere Freiherr Slawata von Chlum und Koschumberg, auf Podlasicz, im Jahr 1539 gestorben, verehelicht mit Judith (Jitka) Janowsky von Janowicz;
- Dionys (Diwiss, Diviš) Wilhelm († 15. August 1575, in Lusche (Luze) zu Grabe gelegt), auf Hradischt, Landrichter und Kreishauptmann des Chrudimer Kreises. Seine Schwester Katharina Slawata ehelichte 1552 Georg Frhr. von Waldstein (Adelsgeschlecht), königlich böhmischer Landrechtsbeisitzer und Hauptmann des Königgrätzer Kreises. Dionys (Diwiss) Wilhelm Slawata ist Mitunterzeichner der Protestresolution der evangelisch-protestantischen Herren vom 15. Mai 1575 und ehelichte um das Jahr 1541 Elisabeth Freiin von Neuhaus (Adelsgeschlecht) (z Hradce) († 1584), Tochter des Adam Freiherr von Neuhaus (de Nova Domo) aus dem Haus der Witigonen, Oberstkanzler des Königreich Böhmen, und der Anna (Leonissa), geborene Lev von Rosental auf Schloss Blatna. Das Ehepaar hatte vierzehn Kinder. Unter diesen die Söhne:

1. Heinrich (Jindřich) Slawata († Anfang 1599), auf Koschumberg sowie Chropyně in Mähren, Kreishauptmann des Chrudimer Kreises, Landrechtsbeisitzer in Brünn, verehelicht mit Kunigunde Czerncziczky von Kaczow auf Chraustowicz; er war Anhänger der Böhmischen Brüder sowie Onkel und Vormund des 1595 mit 12 Jahren zum Vollwaisen gewordenen Wallenstein, den er anschließend, gemeinsam mit seinem etwa gleichaltrigen Sohn Diviš, für zwei Jahre auf Koschumberg aufzog, bevor er ihn auf die Lateinschule zu Goldberg im Herzogtum Liegnitz schickte.[4] Das Ehepaar hatte die Tochter Bozena (Beatrix) († 1609), verehelichte von Seydlitz und Schönfeld und den Sohn Dionay (Diviš genannt „Laczembok“) († 23. Februar 1623), Kreishauptmann des Chrudimer Kreises, Kaiserlicher Truchseß, verehelicht mit Veronika Freiin von Zierotin, deren Sohn Heinrich Wilhelm († 1654), auf Koschumberg, Domanicz und Raubowowicz, k.k. Kämmerer und Appellationsgerichtsrat, Kreishauptmann des Chrudimer Kreises, in erster Ehe mit Anna Polixena Gräfin Michna von Vacinov (von Waizenhofen, Michna z Waczinowa, von Weitzenau) († 1650), Tochter des Paul Freiherr Michna von Vacinov auf Konopischt; in zweiter Ehe (Wien, Schottenpfarrei 1. Januar 1651) mit Maria Maximiliana Gräfin Zdiarsky von Zdiar (Sahrer von Sahr) († 1701) verehelicht war und dessen Tochter aus der zweiten Ehe Johanna Barbara Slawata, geboren im Jahr 1652, am 15. August 1657 in Prag an der Pest gestorben ist.
2. Albrecht (Albert, Wogtiech) († vor 1600), auf Chrast und Genikau (Jenikov), verehelicht 1579 mit Anna Freiin Smirziczky von Smirzicz. Von den vier Kindern des Ehepaares starb Heinrich Slawata am 1. Februar 1620 bei einer Explosion in Schloss von Gitschin (Jicin) in Ostböhmen und war verehelicht mit Margaretha Salomena Freiin Smirziczky von Smirzicz, auf Unterpotschernitz, welche im Exil in den Niederlanden starb. Der Sohn des Ehepaares Albrecht Heinrich Slawata von Chlum und Koschumberg wurde königlich schwedischer Offizier und starb vor 1665 im Exil, war verehelicht mit Emilia Margarethe Gräfin von Holland-Brederode, gestorben nach 1661, welche sich als Witwe wieder verehelicht hat mit Gottlieb Amadeus Graf von Windisch-Graetz, Freiherr von Waldstein und im Tal, Vicekanzler des Heiligen Römischen Reiches, kaiserlicher Geheimrat und Obersthofmarschall, welcher 1695 starb. Sie wurden die Stammeltern der im Jahre 1828 erloschenen ältesten Linie der Grafen von Windisch-Graetz.
3. Adam Slawata († 1616), auf Raschowitz, Kammergerichtsrat und Deutscher Lehenshauptmann im Königreich Böhmen, in erster Ehe verheiratet mit Dorothea Freiin von Kurzbach von Trachenberg († 1586). Aus dieser Ehe stammen die Tochter Elisabeth († 2. Februar 1605), um 1591 verehelicht mit Hans Dietrich von Zierotin auf Straznicz († Zidlochowicz 8. Oktober 1599) und der Sohn Wilhelm Slavata.

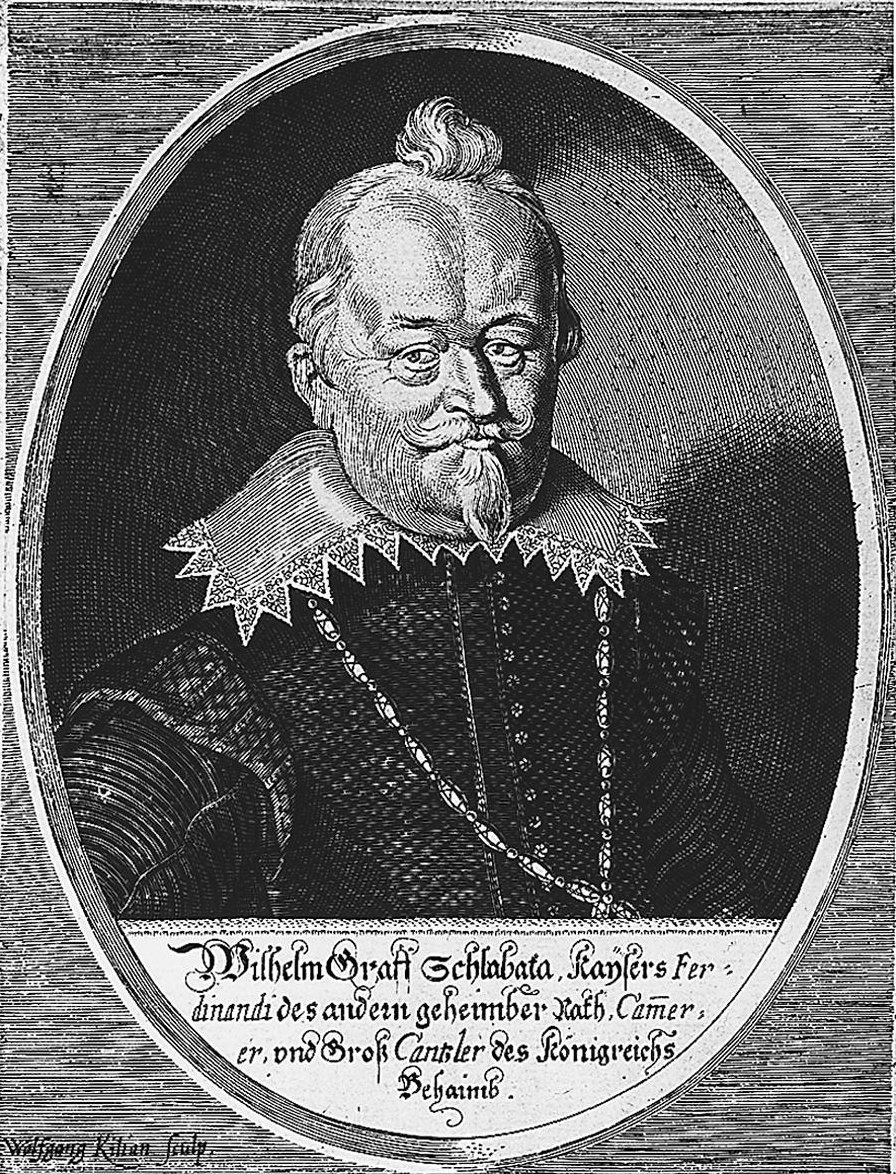
Wilhelm Slavata (1572–1652)

1) Wilhelm Slavata, Graf (datiert 1621) von Neuhaus, Chlum und Koschumberg, (* 1572 Czestin-Kostel; † 19. Februar 1652 Neuhaus in Böhmen), 1. Regent des Hauses Neuhaus (datiert 1627 mit Vorrang vor allen Obrist-Landesoffizieren und Herrenstandfamilien), Oberstkanzler und Statthalter im Königreich Böhmen, welcher am 23. Mai 1618 während des Ständeaufstand in Böhmen (1618) mit Jaroslav Borsita von Martinic und dem Sekretär Philipp Fabricius (nobilitiert mit dem Prädikat „von Hohenfall“) den Zweiten Prager Fenstersturz überlebte und flüchten konnte. Nach der Schlacht am Weißen Berg am 8. November 1620, dem nachfolgenden Prager Blutgericht am 21. Juni 1621 am Altstädter Ring und der Rekatholisierung in Böhmen während des Dreißigjährigen Krieges kehrte der schon früh zum Katholizismus konvertierte Wilhelm Slavata nach Böhmen zurück. Er war seit dem 13. Januar 1602 mit Lucia Otilia Freiin von Neuhaus (z Hradce)(† 1633), Erbin des Adam II. Freiherrn von Neuhaus aus dem Haus der Witigonen und der Katharina, geborenen Gräfin von Montfort, verehelicht. Aus ihrer Ehe stammen (nach dem Genealogen Roman von Procházka) acht Kinder:
1. Adam Paul Slawata († 2. Juli 1657), 2. Regent des Hauses Neuhaus, auf Neuhaus, Zirownicz und Roth-Lhota, Oberst-Erblandmundschenk im Königreich Böhmen; ⚭ Wien 1626 Maria Margarethe, Tochter des Hans Ulrich von Eggenberg, Reichsfürst und Herzog von Krummau, gestorben 1634, und der Maria Sidonia Freiin von Thannhausen. Die Ehe wurde 1632 für ungültig erklärt.
2. Joachim Ulrich Slawata, am 4. Mai 1645 vor dem Vater gestorben, auf Piatz in Böhmen und Teltsch in Mähren, kaiserlicher Kämmerer; ⚭ Franziska, Tochter des Leonhard Helfried von Meggau und der Anna Freiin Khuen von Belasi, deren Sohn Ferdinand Slawata Graf von Chlum und Koschumberg, 3. Regent des Hauses Neuberg, Statthalter und Obersthofrichter im Königreich Böhmen war und am 2. April 1673 gestorben ist; ⚭ 1650 Maria Cäcilia Renata, Tochter des Georg/Jíří Březnický von Náchod und Lichtenburg, Frhr. von Kolumberg und dessen zweiter Ehefrau Renate Maria Freiin von Breiner zu Stätz (Staatz). Aus der Ehe stammen vier Töchter.
3. Johann Georg Joachim Slawata, (* 1638; † 1. Juli 1689 in Welwarn (Velvary)), 4. Regent des Hauses Neuhaus, Oberstlandrichter im Königreich Böhmen, ⚭ Maria Margaretha Elisabeth, (* Wien 13. Juli 1643; † 1698), Tochter des Johann Franz Graf von Trautson und dessen zweiter Ehefrau Christine Elisabeth Gräfin von Mansfeld, aus deren Ehe drei Töchter stammen. Die älteste Tochter Maria Josepha (* 2. Februar 1667; † 9. Oktober 1708) wurde die Erbin der Herrschaft Neuhaus und war 1686 mit Hermann Jakob Czernin von Chudenitz, Oberstburggraf in Prag verehelicht.
4. Anna Lucia Slawata († 1. März 1704 in Zasmuk; † 3. September 1702); ⚭ 1674 Ulrich Adolph Wratislaw von Sternberg, Ritter des Ordens von Goldenen Vlies, Oberstburggraf zu Prag, am 3. September 1703 gestorben.
5. Leopold Wilhelm Slawata, (* 1639; † 26. Januar 1691), 5. Regent des Hauses Neuhaus, vorerst Domherr in Passau, wurde säkularisiert, und mit päpstlicher Dispens verehelicht mit Maria Klara Apollonia, verwitwete Gräfin de Launay, geborene Freiin von Starhemberg.
6. Katharina Theresia Slawata, verehelicht mit Johann Ernst Freiherr von Fünfkirchen
7. Karl Johann Slawata, resignierte 1691 auf die Nachfolge als Regent des Hauses Neuhaus, trat als „Pater Felix a Sancta Theresia“ in den Barfüßerorden der Karmeliten ein und starb als General des Ordens am 21. Juli 1712 als letzter Namensträger der Slawata von Neuhaus, Chlum und Koschumberg in Rom.
8. Franz Veit Slawata, unverehelicht vor dem Jahr 1691 gestorben.

4. Zacharias von Chlum und Koschumberg, († 1599), auf Chraustowicz, verehelicht in erster Ehe mit Anna, Tochter des Adam Frhr. Krineczky von Ronow und der Margarethe Walkaun von Adlar, in zweiter Ehe mit Elisska Rabenhaupt von Sucha. Aus dessen erster Ehe stammt die Tochter Magdalena Katharina, verehelicht mit Bahuchwal Frhr. Berka von Dub (Duba) und Leipa (Lipa), welcher als Gouverneur des Königreich Böhmen und Initiator des Ständeaufstand in Böhmen (1618) geächtet wurde und 1621 zum Tode verurteilt wurde. Der zweiten Ehe entstammen der Sohn Christoph Felix († nach 1631), verehelicht mit Anna, Tochter des Zdenko Smolik von Slawicz und der Katharina Hrzan von Harasow, und die Tochter Elisska, verehelicht mit August Krzineczky von Ronow aus dem Hause Detenicz.

## Ergänzende Mitteilungen
Für das Jahr 1360 wurde ein Dionis (Divis) als Ritter Chlum auf Chlum genannt, welcher vier Söhne hatte: Dionis Wilhelm; Matislaw; Slavata und Jesek (Jeschek). Bei der Erbteilung nach dem Tod des Vaters fiel Kosmberk an Dionis Wilhelm und dieser gilt als Ahnherr der Grafen Slavata von Chlum und Kosmberk. Dessen Sohn Johann, genannt Kepka (deutsch der Unverschämte) war einer der Begleiter des Magister Jan Hus zum Konzil von Konstanz und dessen standhafter Verteidiger.
Diviss (Dionis) Slavata von Chlum war seit dem 3. Januar 1543 mit Elisabeth, Tochter des Adams I. von Neuhaus, verheiratet und Herr auf Čestín-Kostel im Caslauer Kreis, Schwarz-Kostelec, Kosmberk, Chlum, Chrast und Chraustovic. Er wurde in der römisch-katholischen Lehre erzogen, trat aber zu den Bekennern sub utraque, den Utraquisten, über und beteiligte sich am Streit der Herren und Städte in Böhmen mit Kaiser Ferdinand I. von Habsburg. Daher wurde ihm Schwarz-Kostelec von der königlichen Kammer enteignet. Seine Kinder, von denen ihn vier Söhne (Heinrich; Albrecht; Adam und Zacharias) und drei Töchter (Katharina, verehelicht mit Johann Czernohorsky Frhr. von Boskowitz; Magdalena, verehelicht in erster Ehe 1578 mit Johann Frhr.von Zierotin, in zweiter Ehe 1585 mit Friedrich Frhr. Zierotin, Landeshauptmann und Militärkommandant in Mähren, und Bohunka (Beatrix), verehelicht mit Georg Rr. Clumczansky von Przestawlk und Clumczan) überlebten, hatte er in der utraquistischen Lehre erziehen lassen.